# Aoriste
 (novembre 2023).
Si vous disposez d'ouvrages ou d'articles de référence ou si vous connaissez des sites web de qualité traitant du thème abordé ici, merci de compléter l'article en donnant les références utiles à sa vérifiabilité et en les liant à la section « Notes et références ».
L’aoriste (du grec ancien ἀόριστος / aóristos, « in-déterminé »,ou « non limité » ) est un temps et un aspect que l'on retrouve dans certaines langues indo-européennes telles que le sanskrit, le serbe, le bulgare, le croate, le bosnien, l'ancien tchèque ou encore le grec (ancien et moderne) ; on le trouve également en turc, en arménien ainsi qu'en géorgien. Il n'existe pas tel quel en latin, bien que le parfait de cette langue en provienne, sans en avoir gardé la valeur aspectuelle.
L'aoriste provient de l'indo-européen commun.

## Étymologie
Selon le Dictionnaire grec français d'Anatole Bailly, l'adjectif aóristos signifie « indéfini, indéterminé » et le sens grammatical actuel du mot est donné dans l'expression ὁ ἀόριστος [s.-e. χρόνος] — c'est-à-dire « [le temps] indéterminé, indéfini » —chez, entre autres, le grammairien du IIe siècle av. J.-C., Denys de Thrace.

## Origine
C'est de l'indo-européen commun que provient l'aoriste : en effet, le sanskrit comme le grec ont hérité de cette langue les trois  thèmes morphologiques (présent, aoriste et parfait) autour desquels s'organise leur conjugaison. L'aoriste est l'un des trois thèmes morphologiques fondamentaux du proto-indo-européen.
Initialement, l'aoriste ne dénotait pas une valeur temporelle mais un aspect (qu'on appellera « aspect zéro » ou « perfectif » dans les grammaires de grec ancien), ce qui signifie que le procès verbal (« l'action ») est représenté sans référence à son déroulement, ni à sa situation dans le temps, ni à sa durée,. L'aoriste s'oppose donc directement à l'imperfectif (soit les temps du présent et de l'imparfait), qui marque, lui, une action en train de se dérouler ou une action habituelle, et au parfait, qui note un état ou un achèvement.
L'aoriste, cependant, en est venu à prendre une valeur temporelle passée, ce qui se constate bien en grec ancien, mais seulement au mode indicatif (ainsi que, mais de manière moins marquée, aux modes participe et infinitif). Ailleurs, l'aoriste reste un aspect. En sanskrit, il en vient aussi à dénoter un procès passé, en plus de sa valeur de constatation d'un fait.

## Exemple
Soit le verbe grec signifiant « manquer ». Son thème de présent est λειπ- / leip-, celui d'aoriste λιπ- / lip-.
À l'indicatif, le présent λείπω / leípô se traduit par « je manque », l'aoriste ἔλιπον / élipon par « je manquai » ou « j'ai manqué » voire « j'avais manqué », selon le contexte, la valeur temporelle étant en effet très floue mais l'aspect étant celui d'une action dont la durée n'est pas précisée et qu'on représente dans son intégralité (aspect global). À l'indicatif, l'opposition d'aspect est encore plus visible avec l'imparfait : ἔλειπον / éleipon est un imperfectif passé, ce que l'imparfait français rend bien. « Je manquais » dénote une action en train de se dérouler ou du moins dont on ne voit pas les deux bornes (commencement et fin) (aspect sécant) alors que « je manquai » montre une action passée pure avec ses deux bornes (elle a eu un commencement et une fin, aspect global ou non sécant).
À l'infinitif, cependant, la valeur temporelle est moins marquée et on ne peut pas réduire l'opposition entre l'infinitif « présent » λείπειν / leípein et l'infinitif aoriste λιπεῖν / lipeîn à une opposition temporelle présent/passé. Les deux se traduiraient en français par « manquer », mais dans le premier cas ce serait « être en train de manquer » (action qui se déroule), dans le second simplement « manquer », c’est-à-dire l'action pure et simple, sans nuance de durée.